# Mariona Aguirre
Mariona Aguirre és una dissenyadora gràfica catalana.
Entre els anys 1961 i 1965 va estudiar Disseny Gràfic a Elisava on, al graduar-se l'any 1965, va començar a impartir classes fins a l'any 1983. Entre els anys 1978 i 1979, va estudiar Tractament Gràfic de la Informació a l'École des Hautes Études en Sciences Sociales a París. L'any 1966 va començar a treballar a l’estudi d’Yves Zimmermann. Compaginava la seva tasca professional amb la docència a diferents escoles. Més tard, s’encarregà del Departament d’Imatge i Exposicions del BCD. L’any 1980 va fundar un estudi propi i amb Marina Vilageliu i Jaume Carreras signaven projectes amb el nom MMJ. Participà en diverses institucions com l’ADG, FAD o ADP, d'aquesta última fou també membre de la Junta. Es va retirar al 2001.
Mariona Aguirre va ser una de les dissenyadores presents a l'exposició Som aquí. Les dones en el disseny 1900-avui, organitzada el 2023 pel Museu del Disseny de Barcelona, que recuperava les dissenyadores pioneres dels anys 1960, 1970 i 1980 a Catalunya.